# Diego Armario
Diego Armario (Tetuán, entonces Protectorado español de Marruecos, 1945) es un escritor y periodista español.

## Biografía
Licenciado en periodismo, cursó cuatro años de psicología en la Universidad Complutense de Madrid. Su abuelo, Miguel Armario Peña, fue el fundador del Diario El Popular, en Larache, durante la etapa del Protectorado español de Marruecos. Es sobrino del actor Miguel Armario Bosch, que popularizó al personaje televisivo El tío Aquiles.

Inicia su actividad profesional como fotógrafo. En el año 1973 trabaja como redactor en el Diario Jaén y seguidamente en la agencia de noticias PYRESA, hasta que en el año 1975 ingresa por oposición en Radio Nacional de España. En esa emisora comienza haciendo información deportiva, pero pronto se integra en la redacción de información nacional y desarrolla su trabajo durante la transición política. En 1981 publica su primer ensayo "El Triángulo: el PSOE durante la transición", presentado en el Club Internacional de Prensa por Alfonso Guerra y Luis Gómez Llorente.
En Radio Nacional de España ejerce diversas responsabilidades profesionales como director de los servicios informativos, jefe del área de nacional, corresponsal político, director del Diario de América de Radio, jefe de informativos de Radio Exterior de España, director de los servicios informativos y director de Radio Nacional de España.
En el año 2004 es nombrado director adjunto al presidente del ICO (Instituto de Crédito Oficial) y en 2012 consejero de la agencia de noticias EFE.
Ha sido comentarista político en las tertulias "Escrito en el Aire" de Radio Nacional de España, "Los Desayunos de Radio Televisión", "Madrid opina" de Telemadrid, "Al Día" de 13 TV, y "Más se perdió en Cuba" de Intereconomía.
Es consejero de Telemadrid, y dirige el programa "Un personaje en busca de un autor" en Decisión Radio.

## Obra literaria

### Ensayos
| Año  | Título                                                      | Editorial                 | Notas                                                            |
| ---- | ----------------------------------------------------------- | ------------------------- | ---------------------------------------------------------------- |
| 2011 | "El PSOE en llamas".                                        | La esfera de los libros   |                                                                  |
| 2007 | "La segunda virginidad: el poder sexual de la mujer madura" | Almuzara                  | Obra traducida al portugués en el 2008.                          |
| 2006 | "Los tontos con poder"                                      | Almuzara                  | Obra traducida al italiano en el 2008 y al portugués en el 2010. |
| 1981 | "El Triángulo, El PSOE durante la Transición"               | Fernando Torres, Valencia |                                                                  |

### Narrativa
| Año  | Título                                | Editorial             | Notas                                    |
| ---- | ------------------------------------- | --------------------- | ---------------------------------------- |
| 2019 | "Hawa"                                | Dokusou Ediciones     |                                          |
| 2016 | "El honor de los muertos".            | Última Línea          |                                          |
| 2015 | "El club de las amantes impacientes". | Almuzara              |                                          |
| 2005 | "Miedo a olvidar"                     | Quindici Editores     |                                          |
| 2005 | "La Hora Cero"                        | Almuzara              |                                          |
| 2004 | "La muerte de un Señor de Quinta"     | Ediciones libertarias | Finalista del Premio Fernando Lara 2003. |

### Artículos
Ha publicado miles de artículos en distintos medios informativos, muchos de ellos recogidos en su blog.